# Іль-дю-Ліс
Іль-дю-Ліс, також відомий як Ле-Ліс або Іль-дю-Ліз, є одним з островів Глоріозо на північний захід від Мадагаскару. Перебуває під управлінням Франції.

## Опис
На острові є видатний піщаний пагорб і лагуна з морською водою. Дерева на острові можуть виростати до 10 метрів (33 футів) у висоту.

## Територія, важлива для птахів
Територія, важлива для птахів BirdLife International визначила острів як важливу орнітологічну територію (IBA), оскільки на ньому проживає дуже велика колонія з приблизно 100 000 пар крячків, а також 100 пар бурих крячків. Місцевих наземних птахів немає.